# Dimension critique
La théorie des cordes étant formulée classiquement comme un modèle sigma non linéaire, la nécessité d'annuler l'anomalie conforme pour obtenir une théorie unitaire (i.e. consistante) après quantification aboutit à une contrainte sur la dimensionalité de l'espace-cible du modèle-sigma qu'on appelle la dimension critique :
- dans le cas de la théorie des cordes bosoniques cette dimension critique est 26 ;
- pour les supercordes elle vaut 10 ;
- pour la théorie de Liouville elle vaut 2.